# Marigaon
Marigaon ist eine Stadt im indischen Bundesstaat Assam.
Die Stadt ist Hauptort des Distrikts Marigaon. Marigaon hat den Status eines Municipal Boards. Die Stadt ist in 8 Wards gegliedert. Sie hatte am Stichtag der Volkszählung 2011 29.164 Einwohner, von denen 14.793 Männer und 14.371 Frauen waren. Hindus bilden mit einem Anteil von über 77 % die Mehrheit der Bevölkerung in der Stadt. Muslime bilden eine Minderheit von über 21 %. Die Alphabetisierungsrate lag 2011 bei 89,4 % und damit deutlich über dem nationalen Durchschnitt. 15,1 % gehören den Scheduled Tribes an.
Der Bahnhof Marigaon liegt an der Hauptlinie Guwahati–Lumding unter der Northeast Frontier Railway zone der Indian Railways.